# Двигатель Toyota UR
Двигатели Toyota серии UR — бензиновые 32-клапанные двигатели V8 компании Toyota. Производство двигателей серии UR началось с 2006 года, он стал альтернативой двигателям UZ. Первые двигатели 1UR-FSE с системами непосредственного впрыска D4-S устанавливались на Lexus LS с 2007 года. Двигатели серии состоят из литого алюминиевого блока, алюминиевой головки блока и магниевых крышек цилиндров. Все двигатели UR имеют изменяемые фазы газораспределения для впускных и выпускных валов (Dual VVT-i). Цепи используются для привода распределительных валов. Двигатели UR имеют рабочиобъёмы в 4,6, 5,0, 5,7 литров рабочего объёма.

## 4,6-литровые двигатели

### 1UR-FSE
Двигатель 1UR-FSE V8 устанавливается на Lexus LS 460 и LS 460 L, — люксовых седанах 2006 года, и имеет объём 4,6 литров (4608 см3). Диаметр цилиндра — 94 мм, ход поршня — 83 мм. Двигатель оснащается системой впрыска D4-S и газораспределения Dual VVT-iE, мощность — 385 л.с. (287 кВт) при 6400 об/мин, а крутящий момент — 500 Нм при 4100 об/мин.
Двигатели 1UR-FSE проходят рентгеновское сканирование и КТ (компьютерная томография), чтобы обеспечить максимальный контроль после процесса литья. Распределительные валы сделаны полыми, с целью уменьшения массы.
1UR-FSE устанавливался на:
- 2007 Lexus LS 460 & LS 460 L
- 2008 Lexus GS 460
- 2009 Toyota Crown Majesta

### 1UR-FE
Основой для 1UR-FE стал 1UR-FSE, но без системы D4-S. Изначально двигатель устанавливался на автомобили Lexus для стран Среднего Востока, но с 2010 года он стал доступен и на других рынках как замена двигателю 2UZ-FE грузовых автомобилей и внедорожников. Мощность двигателя — 347 л.с. (259 кВт) при 6400 об/мин, крутящий момент — 460 Нм при 4100 об/мин на автомобилях Lexus GS и LS. На автомобилях Toyota Land Cruiser двигатель выдаёт мощность 304 л.с. (227 кВт) при 5500 об/мин и крутящий момент 439 Нм при 3400 об/мин.
1UR-FE устанавливается на:
- Lexus LS 460 & LS 460 L (Ближний Восток, с 2007 года)
- Lexus GS 460 (Ближний Восток, с 2005 по 2011 годы)
- Toyota Fortuner (Ближний Восток, с 2012 года)
- Lexus GX 460 (с 2010 года)
- Toyota Land Cruiser 200 (Китай, Ближний Восток и Австралия, 2012)
- Toyota Sequoia (с 2010 по 2012 годы)
- Toyota Tundra (с 2010 года)

## 5,0-литровые двигатели

### 2UR-GSE
Двигатель 2UR-GSE имеет объём 5,0 литров (4969 см3) и устанавливается на Lexus IS-F, RC-F и LC500. 32-клапанный двигатель V8 с ГБЦ, разработанной Yamaha, имеет титановые впускные клапаны. Диаметр цилиндра — 94 мм, ход поршня — 89,5 мм.
Двигатели на автомобилях IS-F имеют степень сжатия 11,8:1 и выдают мощность 417 л.с. (311 кВт) при 6600 об/мин и крутящий момент 505 Нм при 5200 об/мин. На RC-F степень сжатия составляет 12,3:1, мощность — 471 л.с. (351 кВт), а крутящий момент — 530 Нм.
2UR-GSE устанавливается на:
- Lexus IS-F (с 2008 по 2014 годы)[3][4]
- Lexus RC-F (с 2014 года)[5]
- Lexus GS-F (с 2015 года)
- Lexus LC 500 (с 2016 года))

### 2UR-FSE
Двигатель 2UR-FSE имеет объём 5,0 литров (4969 см3) и устанавливается на Lexus LS600h и Toyota Century (G60). Оснащён системами D4-S, Dual VVT-i, VVT-iE. Диаметр цилиндра и ход поршня унифицированы с 2UR-GSE, однако мощность составляет 394 л.с. (294 кВт) при 6400 об/мин, а крутящий момент — 520 Нм при 4000 об/мин. Электродвигатели (Lexus Hybrid Drive) позволили увеличить мощность до 327 кВт (439 л.с.).
2UR-FSE устанавливается на:
- Lexus LS 600h и LS 600hL
- Toyota Century (G60)

## 5,7-литровые двигатели

### 3UR-FE
Двигатель 3UR-FE имеет объём 5,7 литров (5663 см3) и устанавливается на автомобили Toyota Tundra/Sequoia/Land Cruiser, и Lexus LX570 Truck, не имеет систему впрыска D-4S но имеет систему Dual VVT-i. Диаметр цилиндра — 94 мм, ход поршня — 102 мм, мощность двигателя — 381 л.с. (283 кВт) при 5600 об/мин, а крутящий момент — 543 Нм при 3600 об/мин. Выпускной коллектор изготавливается из нержавеющей стали, выхлоп имеет три каталитических нейтрализатора. Масса двигателя составляет 222 кг.
Ателье Toyota Racing Development выпускало комплекты доработки с приводным наддувом для автомобилей Tundra и Sequoia, повышавшие мощность до 504 л.с. (376 кВт), а крутящий момент до 750 Нм. Нагнетатель TRD устанавливался дилерами, такая доработка сохраняла гарантию на двигатель.
3UR-FE устанавливается на:
- Toyota Tundra (с 2007 года)
- Toyota Sequoia (с 2008 года)
- Toyota Land Cruiser 200 (США, с 2008 по 2021 годы)
- Toyota Land Cruiser 200 (Ближний Восток, с 2011 по 2021 годы)
- Lexus LX 570 (с 2008 по 2021 годы)

### 3UR-FBE
Это версия двигателя 3UR-FE на этаноле E85, устанавливается на:
- Toyota Tundra (с 2009 по 2014 годы)
- Toyota Sequoia (с 2009 по 2014 годы)
- Toyota Tundra (с 2014 года)[6]